# 薩赫尼夫齊 (舊康斯坦丁諾夫區)
49°45′58″N 27°19′58″E / 49.76611°N 27.33278°E
薩赫尼夫齊（烏克蘭語：Сахнівці）是位於烏克蘭西部的村莊，由赫梅利尼茨基州裡赫梅利尼茨基區的舊康斯坦丁尼夫市鎮負責管轄。該村面積2.54平方公里，海拔高度259米，2019年人口850，人口密度每平方公里405.9人。